# Помаркку
Помаркку (фин. Pomarkku) — община в провинции Сатакунта, губерния Западная Финляндия, Финляндия. Общая площадь территории — 332,04 км², из которых 30,95 км² — вода.

## Демография
На 31 января 2011 года в общине Помаркку проживают 2455 человек: 1242 мужчины и 1213 женщин.
Финский язык является родным для 99,11% жителей, шведский — для 0,08%. Прочие языки являются родными для 0,77% жителей общины.
Возрастной состав населения:
- до 14 лет — 15,8%
- от 15 до 64 лет — 58,66%
- от 65 лет — 25,74%

Изменение численности населения по годам:
| Год  | Численность |
| ---- | ----------- |
| 1980 | 3009        |
| 1990 | 2934        |
| 2000 | 2639        |
| 2010 | 2460        |
| 2011 | 2455        |